# U-338
| U-338 | U-338 | U-338 |
| --- | --- | --- |
| U 338 | | |
| | | |
| Зображення підводного човна підтипу VIIC                                                                     | | |
| Верф | Nordseewerke, Емден | Nordseewerke, Емден |
| Під прапором                                                                                                 | Третій Рейх | Третій Рейх |
| Належність                                                                                                   | Крігсмаріне | Крігсмаріне |
| Порт приписки                                                                                                | Кіль, Данциг, Сен-Назер | Кіль, Данциг, Сен-Назер |
| Замовлення                                                                                                   | 21 листопада 1940 | 21 листопада 1940 |
| Закладений                                                                                                   | 4 квітня 1941 | 4 квітня 1941 |
| Спуск на воду                                                                                                | 20 квітня 1942 | 20 квітня 1942 |
| Введений до складу флоту                                                                                     | 25 червня 1942 | 25 червня 1942 |
| На службі | 1942—1943 | 1942—1943 |
| Загибель | Після 20 вересня 1943 року зниклий безвісти; вважається що цього дня зазнав серйозних пошкоджень від уражень глибинними бомбами канадського корвета «Драмгеллер» унаслідок чого затонув | Після 20 вересня 1943 року зниклий безвісти; вважається що цього дня зазнав серйозних пошкоджень від уражень глибинними бомбами канадського корвета «Драмгеллер» унаслідок чого затонув |
| Сучасний статус                                                                                              | зниклий безвісти | зниклий безвісти |
| Бойовий досвід                                                                                               | Друга світова війна Битва за Атлантику | Друга світова війна Битва за Атлантику |
| Проєкт | | |
| Тип ПЧ | середній торпедний ДПЧ | середній торпедний ДПЧ |
| Вартість | 4 714 000 ℛℳ | 4 714 000 ℛℳ |
| Основні характеристики                                                                                       | | |
| Швидкість (надводна)                                                                                         | 17,9 вузла | 17,9 вузла |
| Швидкість (підводна)                                                                                         | 8 вузлів | 8 вузлів |
| Робоча глибина занурення                                                                                     | 100 м | 100 м |
| Гранична глибина занурення                                                                                   | 220 м | 220 м |
| Автономність плавання                                                                                        | 135—174 км на швидкості 4 вузли (в підводному положенні) 11 470 км на швидкості 10 вузлів (у надводному положенні)                                                                      | 135—174 км на швидкості 4 вузли (в підводному положенні) 11 470 км на швидкості 10 вузлів (у надводному положенні)                                                                      |
| Екіпаж | 44—60 осіб | 44—60 осіб |
| Розміри | | |
| Довжина найбільша (по КВЛ)                                                                                   | 67,1 м | 67,1 м |
| Ширина корпусу найб.                                                                                         | 6,2 м | 6,2 м |
| Висота | 9,6 м | 9,6 м |
| Середня осадка (по КВЛ)                                                                                      | 4,74 м | 4,74 м |
| Водотоннажність надводна                                                                                     | 769 т | 769 т |
| Силова установка                                                                                             | | |
| дизель-електрична; 2 дизельних двигуни MAN M 6 V 40/46, 2 електродвигуни Siemens-Schuckert-Werke GU 343/38-8 | | |
| Гвинти | 2 | 2 |
| Потужність                                                                                                   | 2800—3200 к.с. (дизелі) 750 к.с. (електродвигуни) | 2800—3200 к.с. (дизелі) 750 к.с. (електродвигуни) |
| Озброєння | | |
| Артилерія | 1 × 88-мм палубна гармата SK C/35 | 1 × 88-мм палубна гармата SK C/35 |
| Торпедно- мінне озброєння                                                                                    | 4 носових і один кормовий ТА 14 торпед або 26 мін TMA | 4 носових і один кормовий ТА 14 торпед або 26 мін TMA |
| ППО | 1 × 37-мм зенітна гармата Flak M42 2 × 20-мм зенітні гармати FlaK 30 | 1 × 37-мм зенітна гармата Flak M42 2 × 20-мм зенітні гармати FlaK 30 |

U-338 — німецький середній підводний човен типу VIIC, що входив до складу Військово-морських сил Третього Рейху за часів Другої світової війни. Закладений 4 квітня 1941 року на верфі № 210 компанії Nordseewerke в Емдені. Спущений на воду 20 квітня 1942 року. 25 червня 1942 року корабель увійшов до складу 8-ї навчальної флотилії ПЧ ВМС нацистської Німеччини. Єдиним командиром човна був оберлейтенант-цур-зее Курт Рувідель.

## Історія
U-338 належав до німецьких підводних човнів типу VIIC, найчисельнішого типу субмарин Третього Рейху, яких випущено 703 одиниці. Службу розпочав у складі 8-ї навчальної флотилії ПЧ, з 1 березня 1943 року переведений до складу 7-ї бойової флотилії ПЧ Крігсмаріне. У період з лютого по серпень 1943 року U-338 здійснив 3 бойових походи в Атлантичний океан, під час яких потопив 4 судна противника сумарною водотоннажністю 21 927 брутто-реєстрових тонн і пошкодив одне судно (7134 GRT).
25 серпня 1943 року U-338 вийшов з Сен-Назера у свій третій бойовий похід в Атлантику, приєднавшись до вовчої зграї «Лойтен» 15 вересня. 20 вересня під час атаки на конвой ON 202 U-338 був контратакований силами ескорту. Після того, як його помітив патрульний літак B-24 «Ліберейтор», канадський корвет «Драмгеллер» наблизився на швидкості, стріляючи з 4-дюймової гармати. Підводний човен пірнув і був виявлений за допомогою ASDIC (сонар) «Драмгеллера». Коли корвет готувався атакувати глибинними бомбами, він спостерігав потужний підводний вибух. Подальшого контакту з U-338 не було, і є припущення, що німецька субмарина була знищена в результаті пошкодження, спричиненого снарядним вогнем «Драмгеллера», але достеменно причини зникнення підводного човна невідомі.

## Перелік уражених U-338 суден у бойових походах
| №                                                       | Дата            | Командир               | Назва           | Тип                | Належність      | Водотоннажність (брт) | Вантаж | Конвой        | Результат та координати                                                | Наслідки атаки для екіпажу     | Прим. |
| ------------------------------------------------------- | --------------- | ---------------------- | --------------- | ------------------ | --------------- | --------------------- | --- | ------------- | ---------------------------------------------------------------------- | ------------------------------ | ----- |
| Перший похід (23.02—24.03.1943, 30 діб; Кіль—Сен-Назер) |                 |                        |                 |                    |                 |                       | |               |                                                                        |                                |       |
| 1                                                       | 17 березня 1943 | Kptlt. Манфред Кінцель | Alderamin'      | суховантажне судно | Нідерланди      | 7 886                 | 10 000 тонн олійного насіння, гуми та генеральних вантажів                                                                | Конвой SC 122 | потоплено 52°14′ пн. ш. 32°15′ зх. д. / 52.233° пн. ш. 32.250° зх. д.  | 64 (15 загинули та 49 вціліли) |       |
| 2                                                       | 17 березня 1943 | Kptlt. Манфред Кінцель | Fort Cedar Lake | суховантажне судно | Велика Британія | 7 134                 | генеральні вантажі | Конвой SC 122 | пошкоджено 52°14′ пн. ш. 32°15′ зх. д. / 52.233° пн. ш. 32.250° зх. д. | 50 (усі вціліли)               |       |
| 3                                                       | 17 березня 1943 | Kptlt. Манфред Кінцель | King Gruffydd   | суховантажне судно | Велика Британія | 5 072                 | 5000 тонн сталі, 500 тонн тютюну і 493 тонни вибухових речовин                                                            | Конвой SC 122 | потоплено 51°55′ пн. ш. 32°41′ зх. д. / 51.917° пн. ш. 32.683° зх. д.  | 49 (24 загинули та 25 вціліли) |       |
| 4                                                       | 17 березня 1943 | Kptlt. Манфред Кінцель | Kingsbury       | суховантажне судно | Велика Британія | 4 898                 | Продукція Західної Африки, включаючи будівельний ліс, сою та 2000 тонн бокситів                                           | Конвой SC 122 | потоплено 51°55′ пн. ш. 32°41′ зх. д. / 51.917° пн. ш. 32.683° зх. д.  | 48 (4 загинули та 44 вціліли)  |       |
| 5                                                       | 17 березня 1943 | Kptlt. Манфред Кінцель | Granville       | суховантажне судно | Панама          | 4 071                 | 3700 тонн британських і американських військових запасів, 500 мішків пошти США та баржа для вторгнення як палубний вантаж | Конвой SC 122 | потоплено 52°50′ пн. ш. 30°35′ зх. д. / 52.833° пн. ш. 30.583° зх. д.  | 47 (13 загинули та 34 вціліли) |       |